# Rosnado
O rosnado, além de fazer parte da linguagem canina, é um meio de comunicação dos mais fáceis de se identificar, já que significa sempre uma advertência. Todavia, apesar de ter um único significado, varia de intensidade e propósito final. Quando o rosnado é acompanhado da contração muscular orbicular da comissura labial, o que forma uma espécie de som da letra u, o animal revela um aviso de insegurança. Quando os dentes estão escondidos, significa irritação com o outro; já quando os dentes ameaçam aparecer em um rosnado suave e grave, significa uma primeira ameaça. Quando aborrecido e intolerante, o canino rosna e late intercaladamente. Além desses sérios avisos, um rosnado pode ainda representar um canino brincando de luta.